# Saint-Sulpice-des-Landes, Ille-et-Vilaine

Saint-Sulpice-des-Landes este o comună în departamentul Ille-et-Vilaine, Franța. În 1 ianuarie 2022 avea o populație de 827 de locuitori.